# Lilium sulphureum
Lilium sulphureum (Synonym: Lilium myriophyllum) ist eine Art aus der Gattung der Lilien (Lilium) in der Trompetenlilien-Sektion innerhalb er Familie der Liliengewächse (Liliaceae).

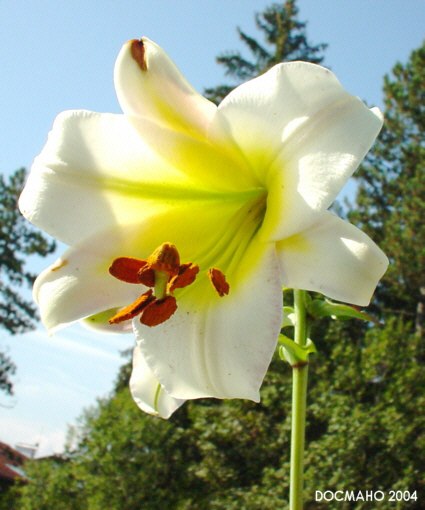
Blüte

## Beschreibung
Lilium sulphureum erreicht eine Wuchshöhe von 100 bis 180 cm. Die Zwiebeln sind groß, rundlich und erreichen einen Durchmesser von etwa 10 cm, sie sind mit roten bis purpurnen Schuppen überzogen.
Der Stängel ist hart und gerade. Die Laubblätter sind schmal und linear bis lanzettförmig, zwischen 7 und 13 cm lang und zwischen 0,8 und 1,6 cm breit. Sie sind um den Stängel verteilt, in den Blattachseln und bilden sich ähnlich wie bei Lilium sargentiae Achselbulbillen aus, über die sich Lilium sulphureum vegetativ vermehrt. Im Unterschied zu denen von Lilium sargentiae sind diese aber braunrot.
Die Pflanze blüht von Juli bis September mit Blütenständen aus 1 bis 15 horizontalen, trompetenförmigen Blüten, die stark duften. Die zwittrigen Blüten sind dreizählig. Die sechs gleichgestalteten Blütenblätter sind zurückgebogen und 17 bis 19 cm lang. Die Grundfarbe der Blüten ist elfenbeinweiß, das zur Basis hin nach goldgelb übergeht, die Blütenaußenseite ist rosa überlaufen. Jede Blüte enthält drei Fruchtblätter und sechs Staubblätter. Die Antheren und die Pollen sind braun und die Filamente gelblich grün. Die Samen reifen in 4 cm bis 5 cm großen purpurnen zylindrischen Samenkapseln und keimen sofortig-epigäisch.
Die Chromosomenzahl beträgt 2n = 24.

## Verbreitung
Die Art ist in der Volksrepublik China in den Provinzen Guangxi, Guizhou, Sichuan und Yunnan sowie in Myanmar heimisch.
Lilium sulphureum wächst auf grasigen Hängen, in offenen Wäldern, aber auch an Straßenrändern in Höhenlagen von 100 bis 1900 m NN.

## Taxonomie und Systematik
Lilium sulphureum wurde 1892 von John Gilbert Baker in Joseph Dalton Hooker: Flora of British India Band 6, Teil 18, Seite 351 erstbeschrieben.
Eine engste Verwandte von Lilium sulphureum ist Lilium puerense, die 1991 erstbeschrieben wurde. Der Artrang von Lilium puerense ist aber umstritten, so dass es sich eventuell um eine Varietät von Lilium sulphureum handeln könnte.

## Verwendung
Lilium sulphureum ist vereinzelt in europäischen und nordamerikanischen Gärten zu finden, wenngleich auch nicht sehr häufig.
Die Pflanze hat einen medizinischen Nutzen und ihre Zwiebeln findet in der chinesischen Medizin Anwendung.